# Frækkere end politiet tillader
Frækkere end politiet tillader (originaltitel: Beverly Hills Cop) er en amerikansk actionkomediefilm fra 1984 instrueret af Martin Brest og med Eddie Murphy i hovedrollen. Filmen blev efterfulgt af to film; Frækkere end politiet tillader 2 og 3 i henholdsvis 1987 og 1994.

## Handling
Eddie Murphy har hovedrollen som den uortodokse politibetjent Axel Foley. Da Foley ikke vil stoppe efterforskningen af sin vens død, bliver han beordret på ferie. Den bruger han selvfølgelig på at spore forbryderne til Berverly Hills. Billy og John, to lokale betjente, bliver sat til at holde øje med Axel, men det er lettere sagt end gjort. De ender med at hjælpe Foley, og sammen opklarer de forbrydelsen.

## Medvirkende
- Eddie Murphy
- Gilbert R. Hill
- James Russo
- Judge Reinhold
- John Ashton
- Lisa Eilbacher
- Ronny Cox
- Paul Reiser
- Steven Berkoff
- Jonathan Banks
- Thomas J. Hageboeck
- Bronson Pinchot